# سيرجيو توريس
سيرجيو توريس (11 يوليو 1981 بمار دل بلاتا في الأرجنتين - ) هو لاعب كرة قدم أرجنتيني في مركز الوسط. لعب مع بانفيلد ونادي بيتربورو يونايتد ونادي كرولي تاون وويكمب وندررز ولينكولن سيتي أف سي وBasingstoke Town F.C. ‏ وMolesey F.C. ‏ ونادي وايتهوك.

## وصلات خارجية
- سيرجيو توريس على موقع إي إس بي إن إف سي (الإنجليزية)
- سيرجيو توريس على موقع قاعدة بيانات كرة القدم.إي يو (الإنجليزية)
- سيرجيو توريس على موقع Soccerbase.com (لاعب) (الإنجليزية)
- سيرجيو توريس على موقع Soccerway.com (الإنجليزية)